# Menna Kchouk
Menna Kchouk, née le 19 septembre 2000, est une nageuse tunisienne.

## Carrière
Menna Kchouk remporte aux championnats d'Afrique 2018 la médaille de bronze du relais 4 x 200 mètres nage libre.